# Рокна
Рокна (рум. Rocna) — село у повіті Нямц в Румунії. Входить до складу комуни Ікушешть.
Село розташоване на відстані 268 км на північ від Бухареста, 49 км на схід від П'ятра-Нямца, 63 км на південний захід від Ясс.

## Населення
За даними перепису населення 2002 року у селі проживали 435 осіб.
Національний склад населення села:
| Національність | Кількість осіб | Відсоток |
| -------------- | -------------- | -------- |
| румуни         | 407            | 93,6%    |
| цигани         | 28             | 6,4%     |

Рідною мовою назвали:
| Мова      | Кількість осіб | Відсоток |
| --------- | -------------- | -------- |
| румунська | 407            | 93,6%    |
| циганська | 28             | 6,4%     |